# Beautiful Days (古内東子の曲)
「Beautiful Days」（ビューティフル・デイズ）は、古内東子の24枚目のシングル。2005年6月29日にFLIGHT MASTER／ポニーキャニオンからリリースされた。

## 概要
前作から1年4か月ぶりのシングル。

## 収録曲
全作詞：古内東子
1. Beautiful Days
作曲：古内東子  編曲：山本隆二
  - P&G「パンテーン」／「パンテーン&ゼクシィ Beauty Project」CMソング
2. いつもどおり
作曲：為岡そのみ  編曲：森俊之
3. Beautiful Days （INSTRUMENTAL）
4. いつもどおり （INSTRUMENTAL）